# Fluorure de nickel(II)
Le fluorure de nickel(II) est un composé inorganique de formule NiF2.

## Structure
Le fluorure de nickel(II) est un solide cristallin de même structure que le rutile, où les ions Ni2+ forment une maille conventionnelle tétragonale centrée (P42/mnm, a = 465,08 pm, c = 308,37 pm), chaque maille contenant 2 unités. Chaque atome de nickel est au centre d'un octaèdre de six atomes de fluor et a donc un nombre de coordination de 6 ; les atomes de fluor ont eux un nombre de coordination de 3, résultante de leur coordination trigonale plane.
La forme tétrahydrate du fluorure de nickel(II) cristallise elle dans un système orthorhombique  P21ab (no 29), avec pour paramètres de maille a = 798,5 pm, b = 1248,2 pm et c = 572 pm.

## Propriétés
Le fluorure de nickel(II) se présente sous la forme d'une poudre jaune à verdâtre, très hygroscopique. Contrairement à la plupart des fluorures, il est stable à l'air libre. Il existe sous la forme trihydrate (NiF2·3 H2O) ou de tétrahydrate (NiF2·4 H2O). Le contact avec des acides minéraux produite le hautement toxique fluorure d'hydrogène, comme avec l'acide nitrique :
NiF2 + 2 HNO3 → Ni(NO3)2 + 2 HF

## Synthèse
Le fluorure de nickel(II) peut être directement obtenu à partir des éléments simples le constituant, le difluor et le nickel, à haute température (550 °C) :
Ni + F2 → NiF2
Il est également possible de l'obtenir à partir du nickel et de l'acide fluorhydrique :
Ni + 2 HFaq → NiF2 + H2
Il peut enfin être obtenu par l'action du fluor sur le chlorure de nickel anhydre à 350 °C,, :
NiCl2 + F2 → NiF2 + Cl2
Conduite sur le chlorure de cobalt, cette réaction conduit à l'oxydation du cobalt, tandis que le nickel demeure à son état d'oxydation +2 après fluoration, car son état d'oxydation +3 est moins stable.

## Utilisation
Le fluorure de nickel(II) fondu réagit avec le fluorure de potassium (KF) pour donner un composé vert de formule K2(NiF4), dont la structure est similaire à certains oxydes supraconducteurs.
Le fluorure de nickel(II) entre dans la composition de la couche de passivation qui se forme sur les alliages de nickel, par exemple le monel, au contact du fluorure d'hydrogène HF. C'est également un catalyseur intervenant dans la synthèse du pentafluorure de chlore ClF5.